# 裸果羽叶菊
裸果羽叶菊（学名：Nemosenecio concinnus）为菊科羽叶菊属的植物，是中国的特有植物。分布在中国大陆的四川等地，生长于海拔1,900米的地区，多生长于林中，目前尚未由人工引种栽培。

## 异名
- Senecio concinnus Franch.